# Manoir de Roquefort
Le manoir de Roquefort est une demeure du XVIIe siècle, de style Louis XIII, qui se dresse sur le territoire de la commune française d'Angiens, dans le département de Seine-Maritime, en région Normandie. L'édifice est partiellement inscrit au titre des monuments historiques.

## Localisation
Le manoir est situé sur la commune d'Angiens, dans le département français de Seine-Maritime.

## Historique
Le manoir est construit au début du XVIIe siècle. Il fut la possession d'une branche cadette des seigneurs de Crasville-la-Rocquefort et au XIXe siècle des familles de Polignac et de Rocquigny.
L'édifice a été restauré à partir de 1968 par M. Gouffé.

## Description
Le manoir se présente sous la forme d'un logis quadrangulaire d'un étage sur rez-de-chaussée surmonté d'un toit à quatre pans. Des chaînes de grès harpé sur la maçonnerie en briques de sa façade sud en marquent les travées des fenêtres et des angles, alors que la façade nord est entièrement en grès.

## Protection
Les façades et toitures sont inscrites au titre des monuments historiques par arrêté du 12 octobre 1972.